# SIAM SHADE (アルバム)
『SIAM SHADE』（シャムシェイド）は、SIAM SHADEの1枚目のインディーズミニアルバム及びデモテープ。アルバムは1994年12月10日発売。

## 概要
オリコンインディーズチャートで初登場2位を記録。
現在は廃盤となっているが、2012年4月にインディーズの他の曲を加え、さらにリマスタリングされて『SIAM SHADE SPIRITS 1993』としてオンラインショップで完全限定生産発売された。その後5月からはiTunes Music Storeでも販売が開始された。
「END OF LOVE」、「DOLL」について、オフィシャルサイトや音楽情報サイトなどの紹介文ではインディーズ時代の未発表曲という記載があるが、追加された楽曲についてはいずれもデモテープ等で発表済である。

## 収録曲
全作詞・作曲・編曲：SIAM SHADE名義。
1. NO CONTROL [3:26]
原曲：DAITA／作詞：CHACK
ベストアルバム『SIAM SHADE XI COMPLETE BEST 〜HEART OF ROCK〜』の収録曲を決めるファン投票で14位を記録したが、未収録となった。
2. Imagination [3:05]
原曲・作詞：CHACK
3. 今はただ… [4:51]
原曲・作詞：CHACK
4. Don't [4:54]
原曲・作詞：KAZUMA
5. 時の川の中で [3:30]
原曲・作詞：KAZUMA
6. LOSE MY REASON [4:46]
原曲・作詞：KAZUMA

## 収録曲 (デモテープ)
1. END OF LOVE [4:09]
2. I BELIEVE [5:05]
3. TRAGIC MINE [4:20]
4. LOSE MY REASON [4:56]

## 収録曲 (SPIRITS 1993)
1. LIGHT FOR CLOSED YOUR EYES [2:57]
インディーズシングル「DOLL」1曲目。
2011年10月21日さいたまスーパーアリーナで行われた東日本大震災復興支援ライヴでOPSEとして使用された。
2. NO CONTROL [3:26]
3. Imagination [3:04]
4. 今はただ… [4:50]
5. Don't [4:53]
6. 時の川の中で [3:29]
7. LOSE MY REASON [4:46]
8. End of Love [4:16]
デモテープ「SIAM SHADE」収録曲。なお、本作にはオムニバスアルバム『EMERGENCY EXPRESS 1994』に収録されたテイクを使用している。
9. DOLL [5:51]
インディーズシングル「DOLL」2曲目。
音源化されている曲で唯一、KAZUMAがギターソロを弾いている。